# Leon Żółtowski
Leon  Żółtowski hrabia herbu Ogończyk (ur. 29 listopada 1877 w Niechanowie, zm. 2 lipca 1956 w Warszawie) – polski ziemianin i działacz gospodarczy, polityk konserwatywny, poseł na Sejm RP.

## Życiorys
Uczył się w gimnazjum w Krotoszynie, maturę uzyskał w Akwizgranie (1893). Następnie studiował cukrownictwo w École Speciale des Art et Manufacturer przy uniwersytecie w Liège. Studia ukończył jako inżynier rolnik. 
Ziemianin, gospodarował w odziedziczonym majątku w Niechanowie (2 327 ha). Członek Rady Nadzorczej Banku Ziemskiego w Poznaniu, członek zarządu Centralnego Towarzystwa Gospodarczego w Poznaniu. Prezes oddziału powiatowego w Gnieźnie Wielkopolskiego Towarzystwa Kółek Rolniczych. Był także członkiem rad nadzorczych Centrali Rolników, banku „Kwilecki i spółka”, Luboń i Wronki SA. W 1937 był członkiem Koła Gniezno Wielkopolskiego Związku Ziemian. Autor licznych artykułów o tematyce ekonomicznej i politycznej które zamieszczał głównie w „Postępie”, „Gazecie Powszechnej” i „Głosie Rolnika”.
Podczas I wojny światowej związany z Centralnym Komitetem Obywatelskim w Poznaniu. Od 25 listopada 1918 członek Powiatowej Rady Ludowej w Witkowie. Był delegatem okręgu witkowskiego na Polski Sejm Dzielnicowy w Poznaniu 3–5 grudnia 1918. Następnie zastępca szefa departamentu rolniczego Ministerstwa b. Dzielnicy Pruskiej. Był jednym z założycieli a następnie członkiem ZG Chrześcijańsko-Narodowego Stronnictwa Rolniczego. Od 1922 działacz Stronnictwa Chrześcijańsko-Narodowego. Poseł na Sejm I kadencji (1922–1927) z ramienia SCh-N w okręgu wyborczym nr 32. W Sejmie był sekretarzem Chrześcijańsko-Narodowego Klubu Poselskiego.
Po wybuchu II wojny światowej, aresztowany przez Niemców i więziony w VII Forcie Cytadeli w Poznaniu (1939–1940). Po wojnie pracował do 1946 jako dyrektor mączkarni w Toruniu.
Pochowany w Warszawie.

## Rodzina
Urodził się w rodzinie ziemiańskiej, syn Stanisława Żółtowskiego h. Ogończyk (1849–1908) i Marii Jadwigi z Sapiehów h. Lis (1855–1929). Miał rodzeństwo: braci: Adama (1881–1958), filozofa, polityka, Pawła (1889–1985), majora dyplomowanego kawalerii Wojska Polskiego, Tomasza (1897–1935) oraz siostry; Zofię (1887–1975) żonę wiceministra spraw zagranicznych Stefana Dąbrowskiego (1877–1947), Marię (1891–1894), Jadwigę (1893–1895). Od 30 lipca 1903 mąż Hanny z Mężyńskich h. Kościesza (1876–1959), z którą miał: córkę Marię (1906–1999) żonę Konstantego Mikołaja Radziwiłła (1902–1944) i syna Władysława Leona (1910–1940). 

## Ordery i odznaczenia
- Krzyż Oficerski Orderu Odrodzenia Polski (2 maja 1923)[10][11]
- Złoty Krzyż Zasługi (15 września 1937)[12]